# Shabtai Luzinsky (schip, 1946)
De Shabtai Luzinsky (Hebreeuws: שבתאי לוז'ינסקי) was een in 1946 gebouwd schip. In 1947 deed het dienst in de Aliyah Bet, de illegale immigratie van Joden naar het Mandaatgebied Palestina. Het schip was vernoemd naar Shabtai Luzinsky, het hoofd van een hulpdienst voor immigranten die op 18 januari in Rome was gestorven.

## Geschiedenis
Een eerste reis van Italië naar Palestina mislukte omdat de motor het begaf. De passagiers werden eind februari 1947 overgebracht naar de Haim Arlosoroff, die de maand daarvoor uit Zweden richting Palestina was vertrokken.
Nadat de motor was gerepareerd werd een nieuwe groep van 823 immigranten aan boord van de Shabtai Luzinsky gebracht. Op 4 maart vertrok het schip vanuit de haven van Metaponto.
Op 12 maart wist het schip de Britse blokkade te omzeilen. Het strandde op een rots voor de kust ten noorden van Gaza, waar het werd opgewacht door leden van de Palyam, de marinestrijdkracht van de Hagana. Toen Britse soldaten op het strand arriveerden mengden honderden lokale jisjoev zich tussen de ontscheepte passagiers en bemoeilijkten zo de arrestaties.
De meeste immigranten wisten te ontsnappen, maar veel lokale bewoners werden gearresteerd en naar het interneringskamp Atlit gebracht. Hier identificeerden de Britten ongeveer 240 lokalen en lieten hen vrij. De rest werden naar de interneringskampen in Brits Cyprus gestuurd. In de loop van maart werden ruim 300 Joden terug naar Palestina gebracht, waaronder 85 immigranten die de Britten wisten te misleiden.
Het gestrande wrak van de Shabtai Luzinsky werd later door de Arabieren in brand gestoken.